# Энергетик-КМВ
«Энергетик-КМВ» — российский женский футбольный клуб из Кисловодска. Основан в 1995 году, расформирован в 2003 году.
Клуб был основан в 1994 году в Пятигорске, через год перебрался в Кисловодск. Костяк команды в 1995 году составил клуб ФШМ (Красноярск) c тренером ФШМ Александром Гришковым (в 2013 году тренировал маленьких девочек в футбольном «Енисее»). Первые товарищеские игры клуба прошли в апреле 1995 года с тогдашним действующим чемпионом России ЦСК ВВС (Самара), проводившего предсезонные сборы в Кисловодске - поражения: 0:3, 0:4 и 0:6.
В первом туре чемпионата России 1995 года по футболу команда «КМВ» принимала дома 4 мая 1995 года клуб «Вологжанка» (Вологда) и победила со счетом 2:0. Голы забили: Нина Шугалей, с пенальти, и Вероника Данилюк. Во втором туре пятигорчанки принимали чемпиона СССР 1991 года клуб «Текстильщик» из Раменского. На 3-й минуте Юлия Сысак ударом низом открыла счет. Игра заканчивалась, и тут Юлия Матвеева забила ответный фантастический гол. Ничья – 1:1. Огорченные раменчанки покидали поле стадиона «Труд». Так начинался женский футбол в Пятигорске.
На высшем уровне в чемпионате России клуб играл в 1997 и 2002—2003 годах.
С момента создания команду тренировал Владимир Денисенко.

## Названия клуба
- 1994 — Виктория (Пятигорск)
- 1995—1996 — КМВ (Пятигорск)
- 1997—1999 — КМВ (Кисловодск)
- 2000—2001 — ГАЗ-КМВ (Кисловодск)
- 2002—2003 — Энергетик-КМВ (Кисловодск)

## Достижения

### Титульные
Чемпионат России
- 5-е место — 2003

Кубок России
- ¼ финала (5 раз) — 1996, 1997, 2000, 2002, 2003

### Матчевые
самые крупные победы (без учёта технических результатов)
- 4:2 над «Анненками» в Высшем дивизионе 23 мая 2003 года
- 3:1 над «Чертаново» в Высшем дивизионе в 2002 году
- 2:0 над «Сибирячкой» в Высшей лиге в 1997 году, над «Спартаком» в Высшем дивизионе в 2002 году, над «Чертаново» в Высшем дивизионе 7 мая 2003 года, над «Анненками» в Высшем дивизионе 2 августа 2003 года

самое крупное поражение
- 2:9 от «Энергии» в Высшем дивизионе 16 августа 2003 года

## Статистика выступлений
без учёта мячей забитых в сериях послематчевых пенальти
с учётом технических результатов

| Сезон                                        | Клуб                                         | Чемпионат России                             | Чемпионат России                             | Чемпионат России     | Чемпионат России     | Чемпионат России     | Чемпионат России     | Чемпионат России     | Чемпионат России     | Чемпионат России     | Чемпионат России     | Кубок                | Источники            |
| Сезон                                        | Клуб                                         | Лига/Дивизион                                | Место                                        | И                    | В                    | Н                    | П                    | МЗ                   | МП                   | РМ                   | О                    | Кубок                | Источники            |
| -------------------------------------------- | -------------------------------------------- | -------------------------------------------- | -------------------------------------------- | -------------------- | -------------------- | -------------------- | -------------------- | -------------------- | -------------------- | -------------------- | -------------------- | -------------------- | -------------------- |
| 1991—1994                                    | См. ФШМ (Красноярск)                         | См. ФШМ (Красноярск)                         | См. ФШМ (Красноярск)                         | См. ФШМ (Красноярск) | См. ФШМ (Красноярск) | См. ФШМ (Красноярск) | См. ФШМ (Красноярск) | См. ФШМ (Красноярск) | См. ФШМ (Красноярск) | См. ФШМ (Красноярск) | См. ФШМ (Красноярск) | См. ФШМ (Красноярск) | См. ФШМ (Красноярск) |
| 1995                                         | КМВ (Пятигорск)                              | Первая лига                                  | 4 из 10                                      | 18                   | 9                    | 4                    | 5                    | 37                   | 15                   | +22                  | 31                   | ⅛ финала             | [ 5 ] [ 6 ]          |
| 1996                                         | КМВ (Пятигорск)                              | Первая лига                                  | 1 из 6                                       | 10                   | 7                    | 3                    | 0                    | 21                   | 4                    | +17                  | 24                   | ¼ финала             | [ 7 ]                |
| 1997                                         | КМВ (Кисловодск)                             | Высшая лига                                  | 7 из 10                                      | 18                   | 6                    | 1                    | 11                   | 14                   | 35                   | -21                  | 19                   | ¼ финала             | [ 8 ] [ 9 ]          |
| 1998                                         | КМВ (Кисловодск)                             | —                                            | —                                            | —                    | —                    | —                    | —                    | —                    | —                    | —                    | —                    | снялся               | [ 10 ]               |
| В сезоне 1999 участие не принимал            |                                              |                                              |                                              |                      |                      |                      |                      |                      |                      |                      |                      |                      |                      |
| 2000                                         | Газ-КМВ (Кисловодск)                         | —                                            | —                                            | —                    | —                    | —                    | —                    | —                    | —                    | —                    | —                    | ¼ финала             | [ 11 ]               |
| В сезоне 2001 участие не принимал            |                                              |                                              |                                              |                      |                      |                      |                      |                      |                      |                      |                      |                      |                      |
| 2002                                         | Энергетик-КМВ (Кисловодск)                   | Высший дивизион                              | 6 из 10                                      | 18                   | 7                    | 1                    | 10                   | 20                   | 39                   | -19                  | 22                   | ¼ финала             | [ 12 ] [ 13 ] [ 14 ] |
| 2003                                         | Энергетик-КМВ (Кисловодск)                   | Высший дивизион                              | 5 из 8                                       | 14                   | 6                    | 2                    | 6                    | 25                   | 31                   | -6                   | 20                   | ¼ финала             | [ 15 ] [ 16 ]        |
| Итого Первая лига (2 сезона)                 | Итого Первая лига (2 сезона)                 | Итого Первая лига (2 сезона)                 | Итого Первая лига (2 сезона)                 | 28                   | 16                   | 7                    | 5                    | 58                   | 19                   | +39                  |                      |                      |                      |
| Итого Высшая лига/Высший дивизион (3 сезона) | Итого Высшая лига/Высший дивизион (3 сезона) | Итого Высшая лига/Высший дивизион (3 сезона) | Итого Высшая лига/Высший дивизион (3 сезона) | 50                   | 19                   | 4                    | 27                   | 59                   | 105                  | -46                  |                      |                      |                      |
| Всего                                        | Всего                                        | Всего                                        | Всего                                        | 78                   | 35                   | 11                   | 32                   | 117                  | 124                  | -7                   |                      |                      |                      |

1. ↑  после сезона 1997 «КМВ» в связи с финансовыми трудностями отказался выступать в Чемпионате России 1998 года
2. ↑  после сезона 2003 «Энергетик-КМВ» прекратил существование в межсезонье

Лучшие бомбардиры клуба за сезон
| Сезон | Бомбардир           |
| ----- | ------------------- |
| 1995  | —9 Юлия Матвеева    |
| 2002  | —5 Оксана Козаченко |
| 2003  | —14 Лариса Савина   |

### Кубок России
без учёта мячей забитых в сериях послематчевых пенальти
без учёта технических результатов

| Сезон | Кубок России | Кубок России | Кубок России | Кубок России | Кубок России | Кубок России | Кубок России | Кубок России |
| Сезон | И            | В            | Н            | П            | МЗ           | МП           | РМ           | Итог         |
| ----- | ------------ | ------------ | ------------ | ------------ | ------------ | ------------ | ------------ | ------------ |
| 1995  | 1            | 0            | 0            | 1            | 0            | 3            | -3           | ⅛ финала     |
| 1996  | 1            | 0            | 0            | 1            | 0            | 1            | -1           | ¼ финала     |
| 1997  | 3            | 1            | 0            | 2            | 2            | 5            | -3           | ¼ финала     |
| 1998  | —            | —            | —            | —            | —            | —            | —            | ⅛ финала     |
| 2000  | 2            | ?            | ?            | ?            | ?            | ?            | ?            | ¼ финала     |
| 2002  | 4            | ?            | ?            | ?            | ?            | ?            | ?            | ¼ финала     |
| 2003  | 2            | 0            | 0            | 2            | 1            | 5            | -4           | ¼ финала     |

1. ↑  снялся
2. ↑  в сезоне 2000 неизвестен результат матча «Виктория»—«Газ-КМВ», клуб «Газ-КМВ» снялся после стадии ⅛ финала
3. ↑  в сезоне 2002 неизвестны результаты отборочного турнира группы Б